# Х̀
Cette page contient des caractères spéciaux ou non latins. S’ils s’affichent mal (▯, ?, etc.), consultez la page d’aide Unicode.
Х̀ (minuscule : х̀), appelé cha accent grave, est une lettre additionnelle de l’alphabet cyrillique qui a été utilisée en tchouvache au XIXe siècle. Elle est composée du kha ‹ Х › diacrité d’un accent grave.

## Représentation informatique
Le kha accent grave peut être représenté avec les caractères Unicode suivants :
- décomposé (cyrillique, diacritiques)[1],[2] :

| formes    | représentations | chaînes de caractères | points de code | descriptions                                             |
| --------- | --------------- | --------------------- | -------------- | -------------------------------------------------------- |
| capitale  | Х̀               | Х◌̀                    | U+0425 U+0300  | lettre majuscule cyrillique kha diacritique accent grave |
| minuscule | х̀               | х◌̀                    | U+0445 U+0300  | lettre minuscule cyrillique kha diacritique accent grave |